# Торстен Дж. Паттберг
Торстен Дж. Паттберг (родился в 1975 году в Хамме, Северный Рейн-Вестфалия) — немецкий философ и культурный критик из Пекинского университета. Он является автором Дихотомии Восток-Запад.

## Предыстория
Паттберг изучал азиатские исследования и санскрит в Эдинбургском университете, а также лингвистику в Фуданьском университете и Пекинском университете. Он бывший научный сотрудник Токийского университета и Гарвардского университета. Он получил степень доктора философии в Пекинском университете в 2012 году. Он является учеником Цзи Сяньлиня и Ту Вэймина.

## Исследования
Исследования Паттберга сосредоточены на исследованиях перевода, в частности, на лингвистическом империализме, конкуренции между ключевыми терминологиями культуры и вытекающем из этого суверенитете над определением мысли. Он считает перевод ключевых терминологий культуры причиной для беспокойства по поводу легитимности этой культуры и права интеллектуальной собственности. В своей книге «Шенгрен» Паттберг описывает китайский термин «Шенгрен», встречающийся в конфуцианстве, как уникальный, неевропейский архетип мудрости, сопоставимый с «Бодхисаттвой» или «Буддой», встречающимися в буддизме.

## Принадлежность к китайскому правительству
Паттберг транслировался на китайском государственном телеканале Beijing Television BTV как создатель «Ключевых концепций китайской мысли и культуры» под эгидой вице-премьера Китайской Народной Республики Лю Яньдуна и генерального секретаря Коммунистической партии Китая Си Цзиньпина. По данным Государственного совета Народной Республики Официальный сайт Китая,, ставит своей целью распространение китайских концепций и политической доктрины через Ханьбань, Управление международного совета по китайскому языку, академические обмены, западных издательств, таких как Springer Publishing и Институты Конфуция. Паттберг пишет антизападную пропаганду для China Daily,[Beijing Review, Global Times и другие государственные СМИ, утверждающие, среди прочего, что «ни одна держава в истории не достигала величия, будучи демократией».

## Эссе
- Языковой империализм: «демократия» в Китае.  The Japan Times». Токио. 17 ноября 2011 г.
- Перевод искажает реальность. «China Daily». Пекин. 22 февраля 2013 г.
- Западные переводы искажают реальность Китая. The Korea Herald Сеул. 30 апреля 2013 г.
- Конец перевода. «Asia Times». Гонконг. 29 сентября 2012 г.

## Интервью
- Знание — это полиглот: будущее глобального языка. «Большое мышление». . Нью-Йорк. 23 октября 2013 г.
- Китай и Запад становятся ближе благодаря сотрудничеству в сфере высшего образования. «Китай сегодня». Пекин. 25 сентября 2013 г.
- Паттберг: В кругах западнокитайских исследователей «прокитайский» означает враг. «Гуань Ча». Пекин. 22 декабря 2022 г.
- Куда мне поехать изучать Китай? Мой британский профессор сказал мне это.... «Газета». Пекин. 31 декабря 2022 г.

## Внешние ссылки
- pattberg.org — официальный сайт Торстен Дж. Паттберг
- Торстен Паттберг в Пекинском университете (архив 2013 г.)